# Amphorulopsis
Amphorulopsis — рід грибів. Назва вперше опублікована 1959 року.

## Класифікація
До роду Amphorulopsis відносять 1 вид:
- Amphorulopsis polygonacearum